# معهد باستور في مدينة هو تشي منه
معهد باستور في مدينة هوشي منه هو معهد وطني فيتنامي أنشأه الفرنسيون في البداية عام 1891 تحت اسم معهد باستور - ساي غون، وفي عام 1975 تمت إعادة تسميته إلى معهد علم الأوبئة، وفي عام 1991 تم إعطاؤه الاسم الحالي.

## الأبحاث
تركز الأبحاث في هذا المعهد على حمى الضنك وأمراض الإسهال وفيروس نقص المناعة البشرية وداء البريميات وشلل الأطفال.